# Appiano sulla Strada del Vino
Appiano sulla Strada del Vino (németül: Eppan an der Weinstraße, röviden Eppan) település Olaszországban, Bolzano autonóm megyében. Lakosainak száma 14 800 fő (2023. január 1.). Appiano sulla Strada del Vino Andriano, Caldaro sulla Strada del Vino, Malosco, Nalles, Ronzone, Senale–San Felice, Terlano, Vadena, Borgo d'Anaunia, Bolzano, Fondo és Sarnonico községekkel határos.

## Népesség
A település népességének változása:
| Lakosok száma | 13 491 | 13 997 | 14 900 | 14 941 | 14 800 |
|               | 2008   | 2011   | 2017   | 2018   | 2023   |